# Immer Ärger mit Harry
Immer Ärger mit Harry (Originaltitel The Trouble with Harry) ist eine US-amerikanische Filmkomödie aus dem Jahr 1955. Sie wurde von Alfred Hitchcock nach einem Roman von Jack Trevor Story gedreht und ist von dem für Hitchcock typischen Schwarzen Humor geprägt. Der Film handelt davon, wie eine Leiche die Bewohner eines kleinen Dorfes beunruhigt, da sie fürchten, etwas mit ihr zu tun zu haben. In den Hauptrollen spielen Edmund Gwenn, John Forsythe, Mildred Natwick sowie Shirley MacLaine in ihrem Filmdebüt. Der Film ist eine der wenigen Komödien Hitchcocks.

## Handlung
Ein sonniger Herbsttag in einem kleinen Dorf im amerikanischen Bundesstaat Vermont. Bei schönem Wetter sind mehrere der recht schrulligen Dorfbewohner im Wald unterwegs und treffen einer nach dem andern unabhängig voneinander auf einen tot am Waldesrand auf einem Hügel liegenden Mann, dessen Identität sich anhand eines bei ihm gefundenen Briefes als „Harry“ herausstellt. Aus unterschiedlichen Gründen hat keiner der Dorfbewohner Interesse daran, dass die Polizei vom Fund des Verstorbenen erfährt: Der pensionierte Kapitän und Hobbyjäger Albert Wiles bildet sich ein, er habe Harry versehentlich erschossen; die altjüngferliche Ivy Gravely befürchtet, Harry mit ihrem Spazierstock erschlagen zu haben, um dessen Versuche, sie zu bedrängen, abzuwehren; Harrys – von ihm getrennt lebende – Ehefrau Jennifer Rogers hingegen glaubt, sie habe ihm mit einer Milchflasche einen tödlichen Schlag auf die Stirn versetzt. Der bisher erfolglose Maler Sam Marlowe gerät ebenfalls in den Trubel, zumal er Jennifer attraktiv findet und  kennenlernen will.
Die vier Personen arbeiten zusammen, sind aber in ihren Handlungen unentschlossen, da immer wieder neue Umstände eintreten. Als Albert etwa herausfindet, dass er Harry nicht erschossen haben kann, gräbt er ihn wieder aus. Als Sam und Jennifer sich verlieben und kurzerhand verloben, hat er Angst, man könnte ihn verdächtigen, Harry aus Eifersucht aus dem Weg geräumt zu haben. So wird die Leiche mehrmals wieder ein- und ausgegraben. Auch Albert und Ivy kommen einander näher, sie lädt ihn sogar zu einem Essen mit Blaubeerkuchen ein. Auch findet Sam endlich in einem durchreisenden Millionär einen Abnehmer für seine Gemälde. Der humorlose Hilfssheriff Calvin Wiggs, der nach der Anzahl seiner Verhaftungen bezahlt wird, kommt dem Quartett allerdings gefährlich nahe. Er findet eine Zeichnung von Sam, auf der die Leiche Harry – von dessen Existenz er durch einen Landstreicher weiß – abgebildet ist.
Am Ende von zwei turbulenten Tagen mit der Leiche rufen die vier Männer den örtlichen Arzt zur Hilfe, der – als er von Harrys Existenz weiß – einen normalen Herzinfarkt als Todesursache feststellt. Die vier waschen den durch die Ausgrabungen völlig verdreckten Harry und legen ihn an seine alte Stelle. Dann lassen sie ihn durch Jennifers Sohn Arnie entdecken, da dieser die Tage morgen, heute und gestern verdreht. Der Ärger mit Harry ist somit vorbei.

## Hintergründe

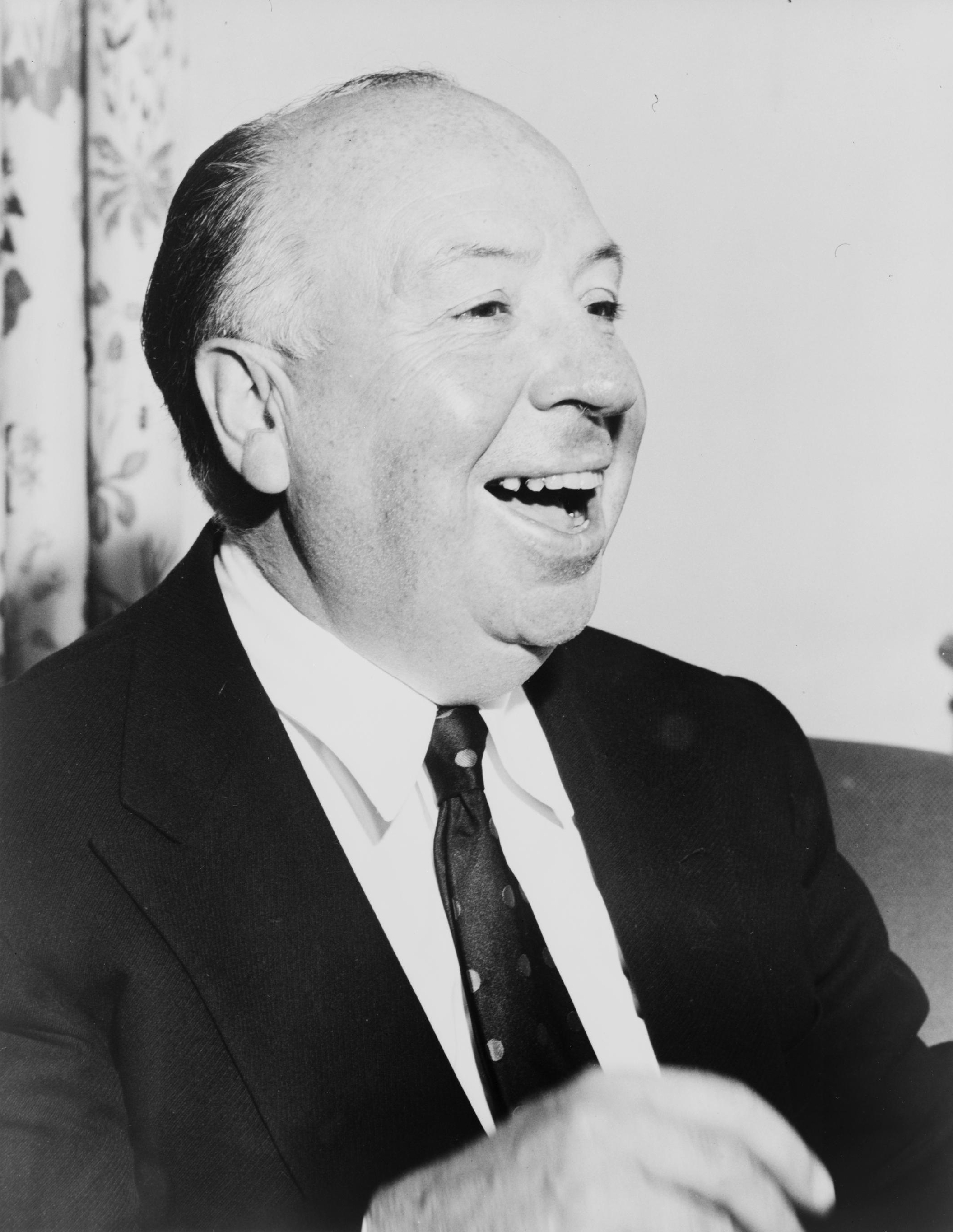
Alfred Hitchcock

### Vorproduktion
Immer Ärger mit Harry ist nach Das Fenster zum Hof und Über den Dächern von Nizza der dritte Film von Alfred Hitchcock für Paramount Pictures. Er hatte den 1949 erschienenen Roman The Trouble with Harry des englischen Autors Jack Trevor Story bereits vier Jahre zuvor gelesen und schon damals dessen Potential als „schwarze Komödie“ erkannt. Dies stand im Widerspruch zu dem Rat eines Gutachters, der von einer Verfilmung der Geschichte abgeraten hatte, da der Humor zu schwach und die Geschichte zu unrealistisch und dürftig sei. Auch Paramount Pictures stand dem Erfolg des Projektes eher kritisch gegenüber, genehmigte dann aber ein Budget von einer Million US-Dollar wegen der beiden vorherigen Filmerfolge Hitchcocks. Das Drehbuch von John Michael Hayes, sein drittes für Hitchcock in Folge, war längst fertig, als Hitchcock sich über einen Mittelsmann für nur 11.000 US-Dollar die Filmrechte sichern konnte.

### Drehbuch
Hitchcock baute diverse sexuelle Anspielungen in die auf den ersten Blick absolut harmlosen Dialoge ein, beispielsweise erwähnt Albert über Ivy, man müsse die Dose mal öffnen, um zu sehen, was darin ist. Deutlicher ist schon die Anspielung, als Sam Jennifer gleich zu Beginn ihrer Bekanntschaft fragt, ob er ein Aktbild von ihr malen könnte. Da damals noch die Bestimmungen des Hays Code galten, waren solche Sätze auf der Kinoleinwand eher unüblich und gewagt.
Immer Ärger mit Harry ist durch den Toten, der für alle nur ein Problem ist und dem niemand nachtrauert, mit trockenem, morbidem englischem Humor durchsetzt. Dieser war in den USA wenig verbreitet, dennoch hoffte man auf einen Publikumserfolg. Hitchcock selbst nannte den Film den englischsten seiner amerikanischen Filme und zählte ihn im Rückblick zu seinen Lieblingsproduktionen. Obwohl makaberer Humor in vielen anderen Hitchcock-Filmen vorkam, ist dieser Film einer der wenigen, in dem der schwarze Humor gegenüber der Krimihandlung überwiegt.

### Besetzung
Der Film verzichtete auf einen wirklich berühmten Star in der Besetzung, auch da das Budget dies nicht zuließ. Der 77-jährige Oscarpreisträger Edmund Gwenn wird als erster Darsteller im Vorspann erwähnt und ist damit der älteste Schauspieler, der je für Hitchcock eine Hauptrolle übernahm. Er spielte zuvor bereits in den Filmen Bis aufs Messer (1931), Waltzes from Vienna (1934) und Der Auslandskorrespondent (1941) unter Hitchcocks Regie. Nachdem Cary Grant zu teuer war und William Holden eine andere Verpflichtung hatte, wurde der weniger bekannte Westerndarsteller  John Forsythe – mit dem er 1969 nochmal bei Topas zusammenarbeitete – von Hitchcock verpflichtet. Er hatte Hitchcock bei einem Bühnenauftritt überzeugt, woraufhin dieser nachher zu ihm kam und die Rolle anbot. Mildred Natwick als Miss Gravely war eine profilierte Film- und Fernsehdarstellerin, dennoch blieb dies fast die einzige Hauptrolle ihrer Filmkarriere.
Für Shirley MacLaine war die Rolle der Jennifer Rogers ihre erste Filmrolle, an die sie allerdings nur zufällig kam. Herbert Coleman sah in New York City, wo er im Auftrag von Hitchcock geeignete Bühnenschauspieler begutachten sollte, die Aufführung des neu angelaufenen Musicals The Pajama Game und war von der Hauptdarstellerin beeindruckt. Sie war zu Colemans Überraschung allerdings nur die Zweitbesetzung. Die gerade 20 Jahre alte Shirley MacLaine konnte auf diese Weise durch glückliche Umstände eine Weltkarriere starten. Dass sie die Mutter eines sechsjährigen Jungen (gespielt von Jerry Mathers) zu spielen hatte, störte niemanden und fällt in dem Film auch nicht auf.
Als Leiche diente Philip Truex (1911–2008), ein Sohn des Hollywoodschauspielers Ernest Truex. Philip Truex war zunächst euphorisch darüber, die Titelrolle in einem Hitchcock-Film spielen zu dürfen, allerdings dann enttäuscht, als er erfuhr, dass er in allen Szenen nur als Leiche zu sehen sein würde. Das diente Truex als Zeichen dafür, dass seine Schauspielkarriere ebenso tot wie Harry war, und er wandte sich anschließend hauptberuflich der Gärtnerei zu.

### Produktion

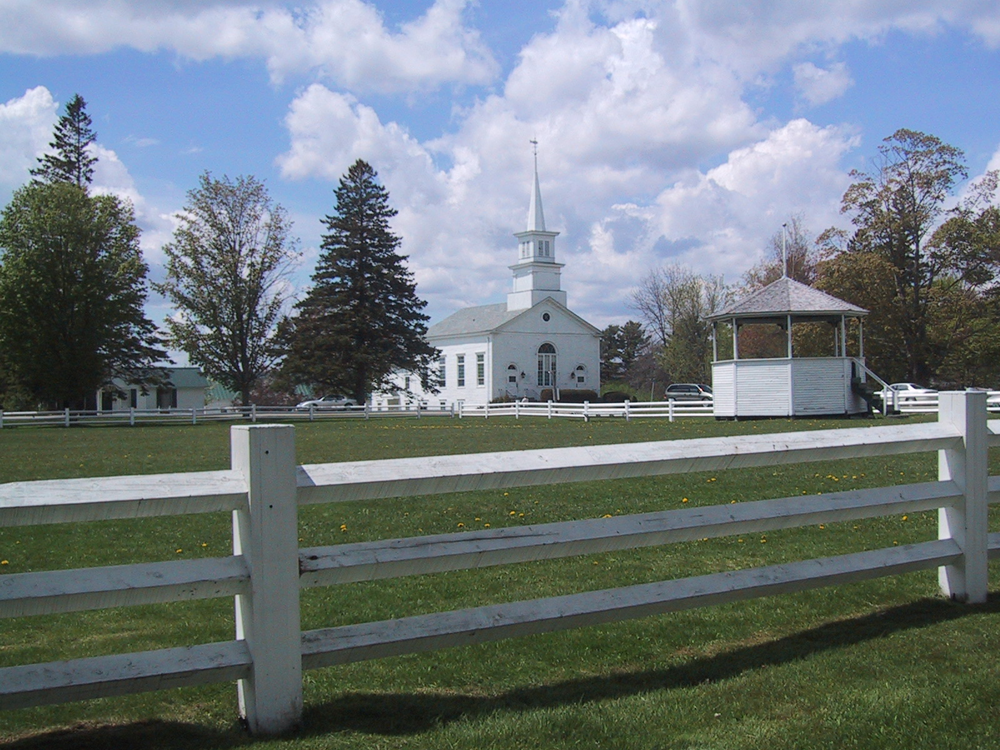
Der Drehort Craftsbury mit der Kirche, die auch im Film zu sehen ist (2005)

Für die Außenaufnahmen wählte Hitchcock das herbstliche Vermont aus. Das Dorf Craftsbury im Orleans County in Vermont diente im Herbst 1954 als Drehort. Der malerische Ort hatte damals rund 700 Einwohner. Bewölktes Wetter, später gar Regenfälle und Stürme sorgten jedoch dafür, dass ein Teil der vorgesehenen Aufnahmen buchstäblich ins Wasser fiel. Das Team wich in eine Turnhalle in Vermont aus, später sogar in das Paramount-Studio in Hollywood. Dort wurde versucht, so viel wie möglich von der Atmosphäre zu retten, indem man bereits gedrehte Hintergrundaufnahmen für Rückprojektionen verwendete und darüber hinaus Unmengen herabgefallene bunte Blätter auflas und hinterher im Studio an Gipsbäume klebte. Der Dreh im Studio mit den angeklebten Blättern betraf insbesondere die Szenen, in denen Harry begraben und ausgegraben wird. Vor allem dadurch wurde das Budget um 200.000 US-Dollar auf 1,2 Millionen US-Dollar überschritten.
Für den Kameramann Robert Burks war es der sechste Film mit Hitchcock. Gedreht wurde in Technicolor.
Während der Dreharbeiten war auch der expressionistische Künstler John Ferren (1905–1970) anwesend, der die Werke Sams im Film malte und John Forsythe auch dabei beriet, wie er auch technisch glaubwürdig einen professionellen Maler spielen konnte. Hitchcock schätzte Ferrens Werke und war überzeugt, dass deren Einsatz von Farbe gut zu der Filmkulisse des bunten Indian Summer passen würden. Drei Jahre später entwarf Ferren bei Hitchcocks Vertigo die Traumsequenz und malte das Porträt der Carlotta im Film.

### Musik
Immer Ärger mit Harry war der erste Hitchcock-Film, für den Bernard Herrmann die Musik schrieb. Die Zusammenarbeit der beiden hielt dann rund zehn Jahre, in denen Herrmann für die Musik sämtlicher Hitchcock-Filme verantwortlich war. Dabei entstanden berühmte Kompositionen zu Psycho und Vertigo – Aus dem Reich der Toten, aber Hitchcock nannte die Musik von Immer Ärger mit Harry seine liebste Komposition von Herrmann, da diese den bizarren schwarzen Humor der Handlung perfekt eingefangen hatte. 1998 wurde Herrmanns Filmmusik, eingespielt vom Royal Scottish National Orchestra unter Leitung von Joel McNeely, neu als CD veröffentlicht.
Das Lied Flaggin’ the Train to Tuscaloosa, welches John Forsythe im Film singt, wurde von Raymond Scott geschrieben.

### Cameo
In vielen seiner Filme trat Alfred Hitchcock in Statistenrollen auf, so auch in diesem. Als der Wagen des Millionärs, der später Sams Bilder abkauft, erstmals in dem Ort hält, geht Hitchcock als Passant hinter dem Wagen entlang. Siehe auch Hitchcocks Cameos.

## Synchronisation
Die erste deutsche Synchronisation entstand 1956 bei der Berliner Synchron GmbH. Das Dialogbuch wurde von Fritz A. Koeniger verfasst, Dialogregie führte Klaus von Wahl. Zur Wiederaufführung des Films 1984 wurde 1983 eine zweite deutsche Fassung erstellt. Das Dialogbuch für diese Fassung schrieb Andreas Pollak, Dialogregie führte Heinz Petruo.
| Rolle                       | Darsteller       | Synchronsprecher (1956) | Synchronsprecher (1983) |
| --------------------------- | ---------------- | ----------------------- | ----------------------- |
| Captain Albert Wiles        | Edmund Gwenn     | Alfred Haase            | Klaus Miedel            |
| Sam Marlowe                 | John Forsythe    | Ottokar Runze           | Hans-Jürgen Dittberner  |
| Jennifer Rogers             | Shirley MacLaine | Renate Danz             | Susanna Bonasewicz      |
| Miss Ivy Gravely            | Mildred Natwick  | Ursula Krieg            | Christine Gerlach       |
| Mrs. Wiggs                  | Mildred Dunnock  | Elfe Schneider          | Renate Danz             |
| Arnie Rogers                | Jerry Mathers    | Andreas Mattishent      |                         |
| Dr. Greenbow                | Dwight Marfield  |                         | Lothar Blumhagen        |
| Deputy Sheriff Calvin Wiggs | Royal Dano       |                         | Helmut Gauß             |

## Rezeption

### Publikumsreaktion
Der Film war in den Vereinigten Staaten im Herbst 1955 ein finanzieller Misserfolg. Als Gründe wurden angenommen, dass viele Zuschauer von Hitchcock wie üblich einen Kriminalfilm erwarteten und insbesondere die Amerikaner den schwarzen Humor nicht gewöhnt waren. Anders war dies in Europa, wo der Film in Italien und Frankreich über ein Jahr in den Kinos gezeigt wurde.
In Westdeutschland wie auch in anderen europäischen Ländern kam der Film erst am 14. August 1956 in die Kinos. Acht Jahre nach der Erstaufführung fielen die Rechte an Immer Ärger mit Harry, wie bei drei weiteren für Paramount gedrehten Filmen, vertragsgemäß an Hitchcock. Sie sollten Teil der Erbschaft an seine Tochter sein. Aus diesem Grunde waren diese Filme lange Zeit nicht zu sehen und kamen erst Mitte der 1980er-Jahre wieder ins Kino und danach auch ins Fernsehen. Die Erstausstrahlung im deutschen Fernsehen war am 2. Dezember 1973 in der ARD.
Ähnliche Variationen des Themas entstanden 1989 mit Immer Ärger mit Bernie und 2017 mit Girls’ Night Out.

### Rezeption
Bei der Veröffentlichung gab es teilweise Kritik an dem makaberen Humor, insgesamt waren aber die meisten Rezensionen freundlich gesinnt. Nachdem der Film aus dem Kino war, gingen die Filmrechte an Hitchcock und seine Familie zurück, und der Film wurde 30 Jahre so gut wie nicht mehr gezeigt. Die Filmrechte an Immer Ärger mit Harry waren wie die von Cocktail für eine Leiche (1948), Das Fenster zum Hof (1954), Der Mann, der zuviel wußte (1956) und Vertigo – Aus dem Reich der Toten (1957) Teil des Erbes an seine Tochter Patricia. Erst 1984 wurden die fünf Filme wieder aufgeführt.
Immer Ärger mit Harry erhält bis heute überwiegend gute Kritiken, auch wenn sie nicht ganz an die exzellenten Kritiken einiger anderer Filme von Hitchcock heranreichen. Tendenziell wurden die Filmkritiken in jüngerer Vergangenheit immer positiver. So sah Peter Bradshaw in The Guardian den Film im Jahr 2012 gar als lange vergessenes „surrealistisches Meisterwerk“ Hitchcocks. Auf dem US-Kritikerportal Rotten Tomatoes erhielt Immer Ärger mit Harry eine positive Bewertung von 90 %, basierend auf 22 Kritiken.

„Kriminalkomödie, die vor allem aus der Spannung zwischen den makabren Vorgängen und dem heiter-idyllischen Erzählgestus lebt. Ein vergnügliches Kabinettstück in der Kunst des Understatement und des schwarzen Humors, das immer wieder durch groteske Wendungen überrascht.“

„Amerikanischer ‚Schauerscherz‘ von Alfred Hitchcock – ein makabres Spiel mit einer Leiche, das von Sarkasmen, grotesken Wendungen und zynischen Überraschungen lebt. Für unser Empfinden zu taktlos.“

„Die Komik beruht auf Understatement. Man redet von einer Leiche wie von einer verlegten Brille. Diese netten, sympathischen Leutchen, die da unmoralisch und skrupellos mit einem toten Körper hantieren, ihn mal in die Badewanne werfen, mal an den Füßen durch die Gegend schleifen, und alles stets nur unter einem pragmatischen Blickwinkel betrachten, sind die am liebevollsten gezeichneten Menschen, die man, vielleicht einmal von Shadow of a doubt abgesehen, bei Hitchcock finden kann. Ihnen, den kleinen Leuten jenseits der großen aufregenden Weltereignisse, gehört hier seine ganze Sympathie. Sie streben nicht nach den Juwelen, nach dem Geld und der Macht, die in allen anderen Filmen immer Katastrophen auslöst. Teils sind sie schlicht zu alt, teils interessiert es sie einfach nicht.“

„Der für Hitchcocks Heimat typisch makabre Humor speist sich aus dem Understatement, denn Harry macht Ärger, weil er tot ist und einfach nicht begraben bleiben will. Ironisch kontrapunktiert werden die Machenschaften seiner Hinterbliebenen von Bernard Hermanns Soundtrack.“

### Auszeichnungen
Shirley MacLaine erhielt für ihre erste Filmrolle den Golden Globe Award als beste Nachwuchsdarstellerin. Alfred Hitchcock war für den Preis der Directors Guild of America nominiert, der Film und MacLaine als Beste ausländische Darstellerin erhielten Nominierungen für den British Film Academy Award.

## DVD-Veröffentlichung
- Immer Ärger mit Harry. Universal 2003, enthält umfangreiche Extras, darunter ein Making of.

## Soundtrack
- Bernard Herrmann: The Trouble With Harry. The Complete Motion Picture Soundtrack. Varèse Sarabande/Colosseum, Nürnberg 1998, Tonträger-Nr. VSD-5971 – digitale Neueinspielung der vollständigen Filmmusik durch das Royal Scottish National Orchestra unter der Leitung von Joel McNeely